# ジョージ・アダムスキー

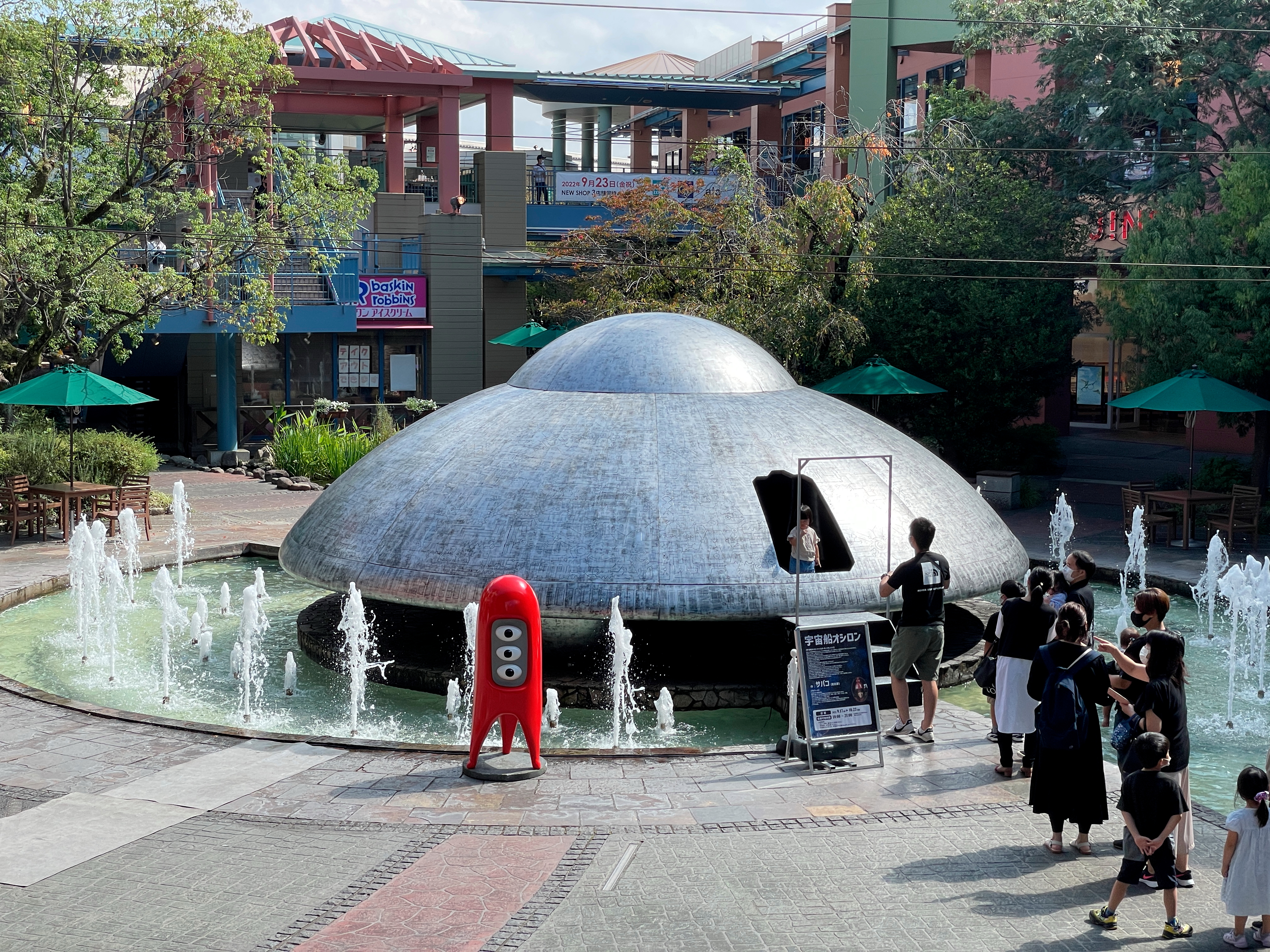
アダムスキー型宇宙船の模型

ジョージ・アダムスキー（英: George Adamski、1891年4月17日 - 1965年4月23日）は、UFO研究家、「宇宙人と会見した」と自称したコンタクティーの元祖として知られるポーランド系アメリカ人。
宇宙人と空飛ぶ円盤との遭遇体験を書いた本はベストセラーになり（後述の著作を参照）、アダムスキーらコンタクティーによって新しいユーフォロジーの伝統が生まれ、数多のコンタクティーが現れた。宗教的ユーフォロジー（UFO宗教）の祖の一人である。彼が撮影した空飛ぶ円盤は、いわゆる「空飛ぶ円盤」の典型的なイメージとなっており、20世紀の日本のポップカルチャーへの影響も大きい。

## 略歴
- 1891年にドイツ帝国で生まれた。ポーランド名はイェジ・アダムスキ。ポーランド語の「イェジ」は、英語の「ジョージ」に相当する。
- 1893年にアダムスキー一家はアメリカ合衆国のニューヨーク州ダンキクに移住した[4]。
- 1899年から1903年まで、8歳から12歳にかけて単身でチベットに留学し、ダライ・ラマから教えを受けたとしている（詳細は後述のチベット留学を参照）。
- 1913年から1916年までアメリカ合衆国陸軍騎兵隊に所属[5]。
- 1916年から1926年までイエローストーン国立公園で管理人、ポートアイランドで製粉所の労働者として働いたり、ロサンゼルスでコンクリート作業の請負人に従事したりなどしていた[5]。
- 1920年代末から1940年の間にカリフォルニア州に移った。近代神智学によく似た東洋風オカルティズムで生計を立てていた[2]。
- 1930年代に「ロイヤル・オーダー・オブ・チベット」（日本語訳だと「チベットの高貴なる騎士団」）という宗教団体を設立。哲学と宇宙の法則の講義をしていたが、組織は長く続かなかった。実際は、禁酒法時代のアメリカにて合法的に飲酒するために設置したとアダムスキー本人が友人のレイ・スタンフォードに冗談めかして語っている（宗教的な儀式においての飲酒は、違法とされなかった）。
- 1949年に、宇宙旅行を扱ったSF小説『宇宙のパイオニア』（Pioneers of Space: A Trip to the Moon, Mars and Venus）を書き、ロサンゼルスの Leonard-Freefield 社から出版した。この「SF小説」の内容は1955年に発表した『空飛ぶ円盤同乗記』のストーリーとそっくりなことが指摘されている[6]。と学会の会長であるSF作家の山本弘は「彼の体験談が、売れなかったSF小説の焼き直しであることは明白だ」と指摘している[6][7]。
- 1953年に発表した『空飛ぶ円盤実見記』（Flying Saucers Have Landed）は、1952年に空飛ぶ円盤に遭遇し、また写真を撮影したと主張した宇宙人との遭遇体験であり、ベストセラーになった。その後も1955年に『空飛ぶ円盤同乗記』（Inside The Space Ships）を1961年に『空飛ぶ円盤の真相』（Flying Saucer Farewell）を発表し、世界中を講演して回った。
- 1959年にGAP（「知らせる運動」という意味の世界的なグループ活動。英: International Get Acquainted Program）を創始した。GAPは世界中の人々がUFOの真相について知る機会を与えられるべきであるという見地に基づいて創始された。日本でも、アダムスキーを信奉する久保田八郎によって「日本GAP」が設立され、機関誌の発行や視察旅行をはじめとする活動がおこなわれていた。久保田八郎は前述の『宇宙のパイオニア』と『空飛ぶ円盤同乗記』との類似性を認め、「アダムスキーが予知能力を持っているので不思議なことではない」という旨の発言をしている。
- 1959年にソビエト連邦が打ち上げたルナ3号が月の裏側の写真を初めて撮影した際、アダムスキーはそれをインチキ写真だと非難した。
- 1965年にメリーランド州で心臓発作により74歳で死去。
  - アダムスキーは、世界中の空飛ぶ円盤信奉者から非常に支持されていたが、一方では冷笑の対象にもなっていた。TIME誌は彼のことを「カリフォルニアの変人（a crackpot from California）」とまで言っている[8]。

## チベット留学
アダムスキーは1899年から1903年まで（年齢では、8歳から12歳にかけて）単身でチベットに留学し、ダライ・ラマから教えを受けたと主張している。
と学会運営委員の皆神龍太郎は、当時のチベットは鎖国政策をとっていて、外国人のアダムスキーが入国することは困難だったと指摘している。さらに1900年にチベット入国を果たした日本人の河口慧海は『チベット旅行記』を記しているが、そこには白人の少年が留学したという記録は掲載されていないとも指摘している。また、河口慧海はチベット入国の前にインドでチベット語を習得しチベット僧になりすましてチベット入国を果たしたが、冒険家でもある河口でも何度も遭難して死にかけながらようやく入国できたのであり、8歳の白人の少年が単身でチベットに入国することは考えられないと指摘している。
さらにアダムスキーは1936年にWisdom of the masters of the Far East（直訳すると『極東の賢者の知恵』。日本語訳は『ロイヤル・オーダー』たま出版）という本を出版した。皆神は「『極東の賢者の知恵』という書名からは、東洋哲学やチベット仏教に関する本だとしか思えないが、Q&Aの中には、チベット仏教固有の神の名などは一つも出てこない」と指摘し、さらに「「イエスの教えで最も重要なポイントは何か」といった質問が中に入っていたりして、どう見ても『極東の賢者の知恵』には見えない」とも指摘している。

## 空飛ぶ円盤との遭遇体験
1950年代初期に、アダムスキーは空飛ぶ円盤に遭遇したと主張しはじめた。中でも有名なのは、1952年11月20日の出来事である。その日、アダムスキーが友人やジョージ・ハント・ウィリアムソン夫妻と共にモハーヴェ砂漠にいると、巨大な円筒形状の飛行体が出現した。それが自分を探していると感じたアダムスキーは車で人気のない場所へ移動した。するとその飛行体から発進した銀色の円盤が着陸したという。その後アダムスキーは皆と別れ一人で歩くと、一人の人間に遭遇した。身振りとテレパシーとで彼が宇宙人だと理解した。その宇宙人は金星人で、核実験への懸念をアダムスキーに伝えた。このとき仲間のジョージ・H・ウィリアムスンは金星人の足型を石膏でとった（「なぜに偶然にしても、足形をとる石膏の一式を所持していたのか？」など、疑問が多数ある）。
翌月の1952年12月13日には、アダムスキーは円盤の写真を撮影することに成功した。このとき撮影された空飛ぶ円盤は「アダムスキー型」と呼ばれ、これ以降世界各地で目撃され写真が撮影された。アダムスキーが撮影した写真は、反射望遠鏡のレンズで直接撮影（カメラを取り付けて）されたものであるので、カメラの望遠レンズで撮影されたものとは異なり、中央部にピントが合い、周辺はボケている。なお、当時の英国版と日本版の書籍に掲載された写真は、米国版のオリジナル写真に（円盤の輪郭などの）修正（補正）を加えたとみられる形跡があり、同じ写真であるのに異なったものに見えるという問題を生んでいるが、現在発行されている書籍の写真はオリジナルと見られる。1965年にメリーランド州でアダムスキーによって撮影された宇宙船の8ミリ映像はコダック社の光学物理学者ウイリアム・シャーウッドによって、8メートルほどの物体を実際に撮影した映像であると鑑定されている。
また、彼が宇宙人と会見した際に、他の目撃者たちは遠く離れていたために、双眼鏡で見ていた一人を除いて他の者たちは宇宙人を確認しておらず、円盤も光としてしか見えていなかった。その上に、全員が上空の円盤すら目撃していない。ジェロルド・ベイカーという青年が後日アダムスキーのところで撮影したとされている円盤写真については、ベイカー自身は「勝手に名前を使われてしまった。円盤なんか撮影していない」と証言している
。これに対して、アダムスキーは1953年11月2日付けでベイカーに出した手紙で以下のようにベイカーを説得している。
しかし、ベイカーはそれを拒否している。これについてアダムスキーおよび当時現場にいた秘書のルーシー・マクギニスは、このような会話は全く無かったと否定している。また、ベイカーはアダムスキーが砂漠で宇宙人とコンタクトする前に、その計画を語る声を録音したテープをアダムスキーの家で偶然に聞いたと後になって語っているが、アダムスキーはベイカーがアダムスキーの元へ初めてやってきたのはコンタクトの後（翌年）のことであると述べている。このベイカー発言に対して、現場にいたルーシー・マクギニスは、イギリスのUFO研究家のティモシー・グッドの取材を受けて、「写真は間違いなくベイカーが撮影しました。彼は私の面前ではそのような嘘は決して言えないでしょう」とベイカー発言を強く否定している。
その後もアダムスキーは、他の宇宙人に会ったと主張している。会った宇宙人は、ほとんどが金星人だが火星人や土星人もいたという。また、巨大な円筒形状の宇宙船（母船）に乗り月を一周したときには、月の裏側で谷や都市、草原を走る動物を見たとの主張をした。また、金星を訪問したときには自分のかつての妻の転生した少女にあったと主張した。
しかし、アメリカ航空宇宙局（NASA）のアポロ計画、それにソ連やヨーロッパなどの月探査では月の裏側には都市を発見できなかった。金星の文明の存在も否定されている。また「太陽の表面は熱くない」「宇宙空間で流星が飛び回っているのを見た」「宇宙から地球は白く光って見えた」などの発言はNASA等の発表や現代科学の観測結果とは異なるため、現在ではアダムスキーの主張はほぼ問題にされない状況となっている。

### トリック
アダムスキーが1952年に撮影した円盤写真は、1930年代に米国Sears社が販売を開始したランタン（Model L46S）を利用したものであること（ランタンの吊り下げ金具を取り付ける四角い穴と、円盤船体の穴の形状と位置の正確な一致など、多数の一致が見られること）および、1965年に撮影された8ミリフィルムの円盤も、斜め半分に切断した模型を透明板に貼り付けて撮影したものであることが、アダムスキーの側近に取材経験があるUFO研究家の益子祐司により、証拠の比較画像を添えて指摘されている。模型の利用は、半透明の船体の映像（フリーエネルギーの推進装置が写ったもの）を公開できない事情による可能性があるという主張もある（実際に、円盤はガラスの釣鐘のような半透明の船体であったとアダムスキーは体験記で描写しているが、発表された写真やフィルムの円盤は全く半透明には見えない）。

## 著作
著作者名が「ジョージ・アダムスキー」の場合は著作者名の記載を省略する。それ以外の場合は著作者名を明記する。

### 単著
- Adamski, George (1949), Pioneers of space: A trip to the moon, Mars and Venus, Leonard-Freefield Co.
  - 『地球人よ、ひとつになって宇宙へ目を向けなさい!　UFO基本教書』益子祐司 訳、徳間書店〈「超知」ライブラリー 069〉、2011年8月。ISBN 978-4-19-863233-5。 - 原タイトル：Pioneers of space。
- Adamski, George (September 1955), Inside the space ships (Hardcover ed.), New York: Abelard-Schuman
  - G.アダムスキ『空飛ぶ円盤同乗記』久保田八郎 訳、高文社〈ベスト・セラーズ・シリーズ〉、1957年。
  - 『UFO同乗記』大沼忠弘 訳、角川書店〈角川文庫〉、1975年。
  - 『空飛ぶ円盤同乗記』大沼忠弘 訳、角川春樹事務所〈ボーダーランド文庫 26〉、1998年6月。ISBN 4-89456-420-3。 - 原タイトル：Inside the space ships。
- ジョージ・アダムスキ『精神感応――宇宙語の理論と応用』久保田八郎 訳、宇宙友好協会〈宇宙シリーズ 第1期 第1巻〉、1960年。
- Adamski, George (1961), Flying Saucer Farewell (Hardcover ed.), New York: Abelard-Schumann
  - G.アダムスキ『空飛ぶ円盤の真相』久保田八郎 訳、高文社、1962年。
- ジョージ・アダムスキ『精神感応　無言の会話術』久保田八郎 訳、文久書林、1963年。
- アダムスキ 著、久保田八郎 編『空飛ぶ円盤とアダムスキ　死と空間を越えて』高文社、1969年。
- G.アダムスキー『生命の科学』久保田八郎 訳、文久書林、1970年。
- 『宇宙からの訪問者　偉大な惑星人との会見記』久保田八郎 訳、ユニバース出版社〈ユニバースUFOシリーズ〉、1976年。
  - 『宇宙からの訪問者　偉大な惑星人との会見記』久保田八郎 訳（限定保存版）、ユニバース出版社、1981年5月。ISBN 4-89665-003-4。
- 『宇宙哲学』久保田八郎 訳、たま出版、1976年。
  - 『アダムスキーの宇宙哲学　空飛ぶ円盤の惑星文明とは』久保田八郎 訳（新装版）、たま出版、1984年11月。ISBN 4-88481-003-1。
- 『アダムスキーの宇宙維新』藤原忍 編訳、たま出版、1991年2月。ISBN 4-88481-239-5。 - 背・表紙の書名：Universal jewels of life、奥付の書名：『宇宙維新』。
- アダムスキーほか 著、遠藤昭則 編『UFOコンタクティー ジョージ・アダムスキー』久保田八郎 訳、中央アート出版社、2010年12月。ISBN 978-4-8136-0618-5。

### 旧アダムスキー全集
新アダムスキー全集と区別するため、旧アダムスキー全集と表記する。
- 『アダムスキー全集』 1（宇宙からの訪問者）、久保田八郎 訳、文久書林、1983年6月。ISBN 4-89337-803-1。
- 『アダムスキー全集』 2（UFO問題の真相）、久保田八郎 訳、文久書林、1983年9月。ISBN 4-89337-804-X。
- 『アダムスキー全集』 3（UFOとアダムスキー）、久保田八郎 訳、文久書林、1983年11月。ISBN 4-89337-805-8。
- 『アダムスキー全集』 4（宇宙哲学）、久保田八郎 訳、文久書林、1983年12月。ISBN 4-89337-806-6。
- 『アダムスキー全集』 5（テレパシー開発法）、久保田八郎 訳、文久書林、1984年1月。ISBN 4-89337-801-5。
- 『アダムスキー全集』 6（生命の科学）、久保田八郎 訳、文久書林、1984年4月。ISBN 4-89337-802-3。
- 『アダムスキー全集』 7（アダムスキー論説集）、久保田八郎 訳、文久書林、1984年4月。ISBN 4-89337-807-4。

### 新アダムスキー全集
旧アダムスキー全集と区別するため、新アダムスキー全集と表記する。
- 『新アダムスキー全集』 1（第二惑星からの地球訪問者）、久保田八郎 訳、中央アート出版社、1990年4月。ISBN 4-88639-584-8。
  - 『第2惑星からの地球訪問者』久保田八郎 訳（改訂）、中央アート出版社〈新アダムスキー全集 1〉、1991年7月。ISBN 4-88639-584-8。
- 『新アダムスキー全集』 2（超能力開発法）、久保田八郎 訳、中央アート出版社、1990年5月。ISBN 4-88639-585-6。
- 『新アダムスキー全集』 3（21世紀/生命の科学）、久保田八郎 訳、中央アート出版社、1990年6月。ISBN 4-88639-586-4。
- 『新アダムスキー全集』 4（UFO問答100）、久保田八郎 訳、中央アート出版社、1990年8月。ISBN 4-88639-587-2。
- 『新アダムスキー全集』 5（金星・土星探訪記）、久保田八郎 訳、中央アート出版社、1990年10月。ISBN 4-88639-588-0。
- 『新アダムスキー全集』 6（UFOの謎）、久保田八郎 訳、中央アート出版社、1990年11月。ISBN 4-88639-589-9。
- 『新アダムスキー全集』 7（21世紀の宇宙哲学）、久保田八郎 訳、中央アート出版社、1990年12月。ISBN 4-88639-590-2。
- 『新アダムスキー全集』 8（UFO・人間・宇宙）、久保田八郎 訳、中央アート出版社、1991年1月。ISBN 4-88639-591-0。
- 『新アダムスキー全集』 9（UFOの真相）、久保田八郎 訳、中央アート出版社、1991年4月。ISBN 4-88639-610-0。
- 『新アダムスキー全集』 10（超人ジョージ・アダムスキー）、久保田八郎 訳、中央アート出版社、1991年8月。ISBN 4-88639-611-9。
- アダムスキー 述、アリス・ポマロイ 著『[volume=11（肉体を超えて大宇宙と一体化する方法） 新アダムスキー全集]』久保田八郎 訳、中央アート出版社、1997年8月。ISBN 4-88639-811-1。
- 『新アダムスキー全集』 12（宇宙の法則）、久保田八郎 訳、中央アート出版社、2004年12月。ISBN 4-8136-0256-8。
- 『新アダムスキー全集』 別巻（UFO――宇宙からの完全な証拠）、久保田八郎 訳、中央アート出版社、1991年7月。ISBN 4-88639-612-7。

### 共著
- Leslie, Desmond; Adamski, George (January 1, 1953), Flying Saucers Have Landed (Third Impression ed.), Werner Laurie
  - D.Leslie、G.Adamski『空飛ぶ円盤実見記』高橋豊 訳、高文社〈ベストセラーズ双書〉、1954年。
  - デスモンド・レスリー、ジョージ・アダムスキ『空飛ぶ円盤実見記』高橋豊 訳、高文社〈ベストセラーズ双書〉、1956年。
- アダムスキー、伊藤耕造『地球人へのメッセージ　アダムスキー講演録・宗教と円盤』ストーク(出版) 星雲社(発売)、1999年5月。ISBN 4-7952-2692-X。

### 編著
- Royal Order of Tibet (1936), Questions and Answers, Wisdom of the Masters of the Far East, 1, "Compiled by Professor G. Adamski", Laguna Beach, CA: G. Adamski, LCCN 36-25826, OCLC 38260588
  - ジョージ・アダムスキー 編著『ロイヤル・オーダー』藤原忍 訳、たま出版、1984年3月。ISBN 4-88481-104-6。 - 書名は奥付による標題紙等の書名：Wisdom of the masters of the fareast、英文併記。
  - 『宇宙宝典　ロイヤル・オーダー』藤原忍 訳（新装版）、たま出版、1984年11月。 - 書名は奥付による標題紙等の書名：Wisdom of the masters of the Far East. 英文併記。原タイトル：Questions and answers by the royal order of Tibet.

## 関連文献
- 藤原忍『宇宙からの使者　アダムスキー秘話と世界政治』韮沢潤一郎 監修、たま出版、1988年5月。ISBN 4-88481-186-0。 - 注記 アダムスキー年譜：281-292頁、参考文献：295-302頁。
- 久保田八郎『UFOと宇宙哲学の行方　未来へ向けてのジョージ・アダムスキー論』中央アート出版社、1995年12月。ISBN 4-88639-751-4。
- ゲラード・アートセン『ジョージ・アダムスキー　不朽の叡智に照らして』大堤直人 訳、アルテ(出版) 星雲社(発売)、2012年10月。ISBN 978-4-434-17232-8。 - 原タイトル：George Adamski。
- 益子祐司『アダムスキーの謎とUFOコンタクティ　スペースブラザーたちが語った宇宙の真実!!』学研パブリッシング(出版) 学研マーケティング(発売)〈MU SUPER MYSTERY BOOKS〉、2013年10月。ISBN 978-4-05-405805-7。